# Skutki powstania warszawskiego

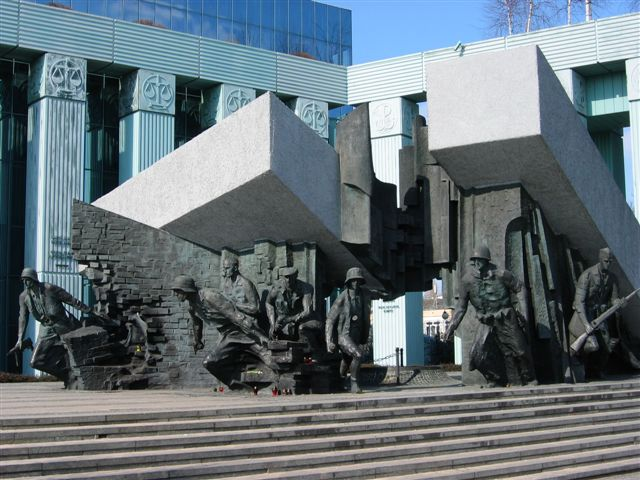
Pomnik Powstania Warszawskiego w Warszawie

Powstanie warszawskie, będące największym wystąpieniem zbrojnym Polskiego Państwa Podziemnego podczas okupacji niemieckiej na terytorium Polski, mimo wielu przykładów bohaterstwa, zakończyło się klęską.
W ocenie większości historyków powstanie zakończyło się politycznym niepowodzeniem, gdyż nie udało się utworzyć suwerennych władz polskich które mogłyby wystąpić w Warszawie przeciwko Armii Czerwonej w charakterze legalnego reprezentanta narodu, będącego realną alternatywą dla stworzonego przez Józefa Stalina marionetkowego rządu komunistycznego, PKWN.
W efekcie upadku powstania w znacznym stopniu obniżył się potencjał Polskiego Państwa Podziemnego i Delegatury Rządu na Kraj oraz Armii Krajowej, które nie zdołały zapobiec planom politycznym Stalina w stosunku do powojennej Polski.
Mimo klęski w wymiarze politycznym i wojskowym, ogromnych strat cywilnych oraz materialnych (walki spowodowały zniszczenie istotnej części nieruchomego majątku miasta), powstanie warszawskie jako przykład walki o suwerenność i niepodległość, weszło do polskiej tradycji patriotycznej.

## Kapitulacja
29 września głównodowodzący powstaniem warszawskim, gen. Tadeusz Komorowski „Bór”, wysłał ostatnią depeszę radiową do marszałka Rokossowskiego z apelem o udzielenie wsparcia militarnego, radiostacja radziecka potwierdziła otrzymanie wiadomości – do 2 października żadna odpowiedź w tej sprawie nie nadeszła. 30 września 1944 r., gdy jedynym ośrodkiem obrony w Warszawie pozostała część Śródmieścia, rozpoczęły się rozmowy na temat kapitulacji powstania warszawskiego. 2 października 1944 Przedstawiciele Komendy Głównej AK podpisali akt kapitulacji. Zapewniał on powstańcom prawa kombatanckie, którymi mocarstwa zachodnie objęły żołnierzy AK i gwarantował humanitarne traktowanie ludności cywilnej. Wszystkich mieszkańców Warszawy zmuszono do opuszczenia stolicy. Przez obóz przejściowy w Pruszkowie (Dulag 121 Pruszków) uchodźcy trafiali do różnych miejscowości, część jednak znalazła się w obozach koncentracyjnych lub została wysłana na roboty do Niemiec. Żołnierzy AK jako jeńców wojennych umieszczano w obozach w głębi Rzeszy. W rezultacie działań zbrojnych w czasie powstania warszawskiego stolica została zniszczona w stopniu od 25-28%, reszty zniszczeń, które doprowadziły do nieomal całkowitego zniszczenia substancji miejskiej, technicznej i przemysłowej miasta dokonały specjalne oddziały niemieckie, które przez kilka miesięcy po kapitulacji i wypędzeniu ludności systematycznie niszczyły to, co pozostało z miasta.

## Klęska
Decyzja o rozpoczęciu powstania warszawskiego od początku stała się przedmiotem krańcowych ocen. Przeciwnicy i zwolennicy powstania wywodzili się z tych samych środowisk społecznych i politycznych. Upadek powstania warszawskiego rozpatrywano w kilku aspektach.

### Wojskowy
Siły powstańcze zostały zniszczone, zginęło od 17,2 do 18 tys. żołnierzy AK, 3,5 tys. „kościuszkowców”, 5 tys. żołnierzy zaginęło, a 25 tys. zostało rannych. Poniesione straty, mimo początkowych sukcesów nie spowodowały w dłuższej perspektywie osiągnięcia celów wojskowych powstania warszawskiego – odpowiedzialność za porażkę militarną ponosi w dużym stopniu Józef Stalin, który chciał wykorzystać powstanie do zniszczenia Warszawy i Armii Krajowej rękami Niemców i podjął szereg decyzji, które spowodowały, iż wsparcie radzieckie dla powstańców było znikome. Stalin już 6 sierpnia wydał decyzję o wstrzymaniu frontu radzieckiego na odcinku warszawskim, mimo wielokrotnie składanych deklaracji o udzieleniu wsparcia w postaci zrzutów uzbrojenia nastąpiły one dopiero pomiędzy 13 września a 14 września, po prawie 44 dniach walki, gdy nie mogło to zaważyć w istotnym stopniu na wynik walk w Warszawie. Zgodę na lądowanie samolotów alianckich na radzieckich lotniskach na wschód od Warszawy, Stalin wydał dopiero 13 września 1944 – efektem tej zwłoki był o wiele mniejszy zakres wsparcia wojskowego ze strony państw zachodnich co także przyspieszyło klęskę. Dodatkowo radziecka służba bezpieczeństwa NKWD, zatrzymywała, rozbrajała i dokonywała aresztowań żołnierzy Armii Krajowej idących na pomoc walczącej Warszawie. Walki nie wpłynęły w istotnym stopniu na załamanie się niemieckiej obrony na środkowej Wiśle, jednak wiązały prawie 50 tys. niemieckich sił przez dwa miesiące i wyłączały z niemieckich planów frontowych kluczowy dla Wehrmachtu warszawski węzeł komunikacyjny – uniemożliwiając podjęcie większego kontrataku niemieckiego na pozycje Armii Czerwonej. Chociaż powstanie warszawskie operacyjnie nie miało istotnego znaczenia dla sytuacji strategicznej w rejonie Warszawy, opóźniło w istotnym stopniu budowę umocnionego rejonu obrony Warszawy, tzw. Festung Warschau, zarządzonej 27 lipca 1944 przez Adolfa Hitlera – efektem tego był znacznie mniejszy potencjał obronny sił niemieckich i szybkie zajęcie Warszawy przez Rosjan w dniu 17 stycznia 1945. Przejściowym efektem wojskowym było osłabienie Niemców pod względem taktycznym. Znaczenie wojskowe dla Armii Czerwonej powstania warszawskiego miało swoje konsekwencje w postaci uniemożliwienia zajęcia całego terytorium III Rzeszy przez siły radzieckie, na co Stalin miał szanse w lecie 1944, paradoksalnie zatem uratowało przed sowietyzacją zachodnią część Niemiec – zwlekanie z pomocą powstaniu warszawskiemu i ofensywy militarnej w rejonie Warszawy kosztowało ZSRR kilka miesięcy przestoju na froncie, zajęcie stolicy Polski przez Armię Radziecką nastąpiło dopiero w sto dni po upadku powstania, w połowie stycznia 1945. Z drugiej strony, powstanie opóźniło klęskę Niemiec, spowodowało późniejsze zakończenie wojny i większe ofiary cywilne i wojskowe. Powstanie nie przyspieszyło wyzwolenia Warszawy, gdyż z osobistego rozkazu Stalina Armia Czerwona wstrzymała ofensywę na miasto – dowództwo Armii Krajowej nie liczyło na taki rozwój wydarzeń, zakładając iż głównym celem Stalina jest jak najszybsze pokonanie nazistowskich Niemiec.

### Polityczny

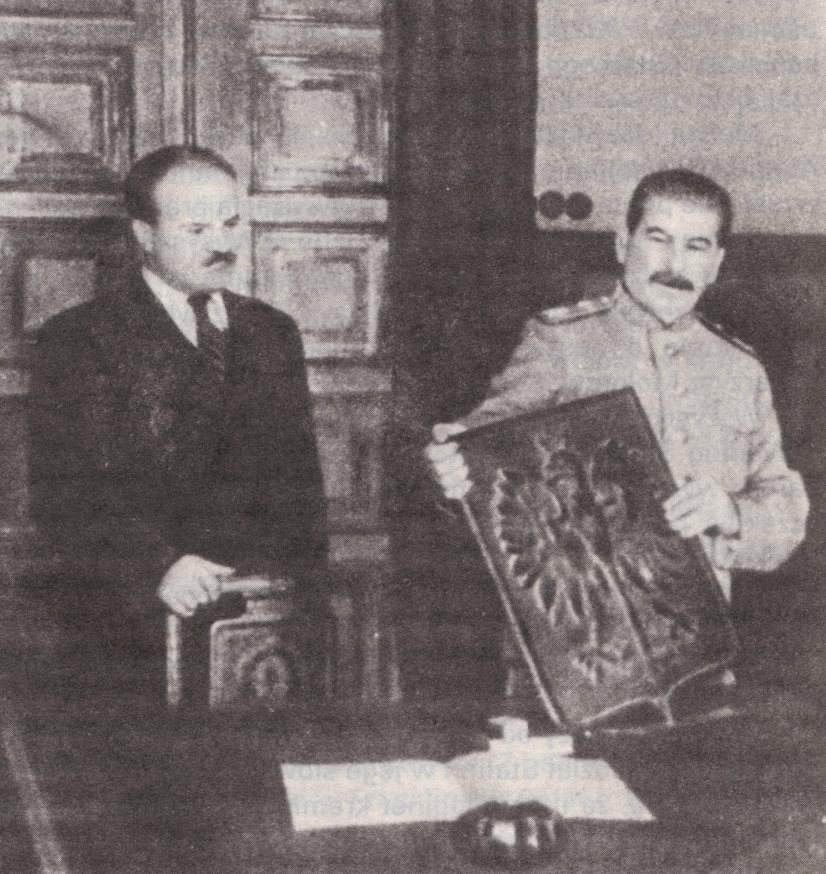
Symboliczny koniec niepodległości Polski – 15 listopada 1944 w Moskwie, Stalin prezentuje godło Polski ofiarowane mu przez polskich komunistów

Powstanie warszawskie było politycznym sprzeciwem przeciwko planom Stalina zlikwidowania niepodległej Polski i uzależnienia jej całkowicie od ZSRR. Propaganda radziecka rozpowszechniała nieprawdziwe informacje o rzekomym współdziałaniu polskiego państwa podziemnego z niemieckimi siłami okupacyjnymi zarówno na polu wojskowym jak i wywiadowczym, bezczynność AK w takiej sytuacji jedynie wzmocniłaby dalsze propagandowe oszczerstwa i ułatwiłaby późniejszą likwidację setek tysięcy członków polskiego podziemia niepodległościowego po wojnie, jako „współpracowników Hitlera”, bez większego oporu ze strony państw zachodnich. Z zajętych polskich terenów wschodnich wywożono już wówczas żołnierzy AK i innych organizacji podziemnych w głąb ZSRR i poddawano ich represjom – kierownictwo i żołnierze polskiego państwa podziemnego podejmując walkę z Niemcami miało zatem świadomość, iż gdyby walki nie wybuchły i tak czeka ich wywiezienie przez Rosjan do obozów, represje i niejednokrotnie śmierć. Wybuch powstania był aktem politycznej desperacji, gdyż przywódcy polskiego państwa podziemnego zdawali sobie sprawę z niekorzystnego stanu tzw. „sprawy polskiej” w obozie alianckim, mimo to podjęli próbę (nie uzgodnioną z mocarstwami zachodnimi) przeciwstawienia się wynikających z tych ustaleń planów podporządkowania Polski Stalinowi – polityczna walka ze Związkiem Radzieckim w tamtym okresie miała pewne szanse powodzenia, realnie jednak decydujące znaczenie miały poczynione przez aliantów i ZSRR ustalenia, ignorujące polskie interesy i naruszające polską rację stanu, odnośnie do polskich terenów wschodnich poza Linią Curzona i określenia tzw. „stref wpływów”, w myśl których Polska znajdowała by się po wojnie pod kontrolą ZSRR. Niepodległość i przyszły los Polski zależały zatem od wyników powstania warszawskiego jedynie pośrednio i w ograniczonym stopniu, dowództwo AK liczyło na stworzenie faktów dokonanych – zajęcie miasta i ukazanie ZSRR i Armii Czerwonej siły Polskiego Państwa Podziemnego, i tym samym przynajmniej częściową zmianę politycznych ustaleń między mocarstwami zachodnimi a ZSRR odnośnie do losów Polski po wojnie – wyzwolona Warszawa kontrolowana przez środowiska niepodległościowe, związane z reprezentującą polską rację stanu Delegaturę Rządu na Kraj, mogła stworzyć polityczną przeciwwagę dla marionetkowego rządu komunistycznego stworzonego przez Stalina, PKWN. Komuniści polscy z Polskiej Partii Robotniczej, realizujący cele polityczno-wojskowe ZSRR, byli świadomi wagi politycznej ewentualnego zwycięstwa powstania i jeszcze w trakcie jego trwania prowadzili brutalną kampanię propagandową wymierzoną w Polskie Państwo Podziemne i dowództwo Armii Krajowej, 15 sierpnia 1944 Komitet Centralny PPR w swojej odezwie stwierdził:
„(...) banda sanacyjnych i oenerowskich awanturników i warchołów podnosi dziś swą brudną łapę przeciw Polskiemu Komitetowi Wyzwolenia Narodowego, przeciwko Wojsku Polskiemu, które toczy bohaterską i ofiarną walkę o wyzwolenie ojczyzny. Garstka niepoczytalnych przywódców Armii Krajowej, na rozkaz Sosnkowskiego, w imię nędznych kombinacji politycznych kliki sanacyjnej, pchnęła ludność Warszawy do walki wbrew elementarnym zasadom wojskowym i wbrew uczciwości politycznej”
Założenia te, mające być według ocen wielu historyków, bardziej manifestacją polityczną i aktem rozpaczy, mającym ostatecznie wpłynąć na aliantów i spowodować respektowanie polskich propozycji odnośnie do społecznego i politycznego kształtu powojennego państwa polskiego i skuteczne reprezentowanie ich wobec Stalina, były niewątpliwie przeceniane przez przywódców rządu polskiego w Londynie, który warunkował sukces powstania szybką pomocą ZSRR i aliantów, która jednak nie nadeszła, głównie wskutek decyzji podejmowanych przez Stalina i zawiłej gry dyplomatycznej między państwami sojuszniczymi – zatem w ostatecznym kształcie nie wpłynęło to w pożądany sposób na zachowanie niepodległości Polski, która została podporządkowana ZSRR po II wojnie światowej.

### Materialny

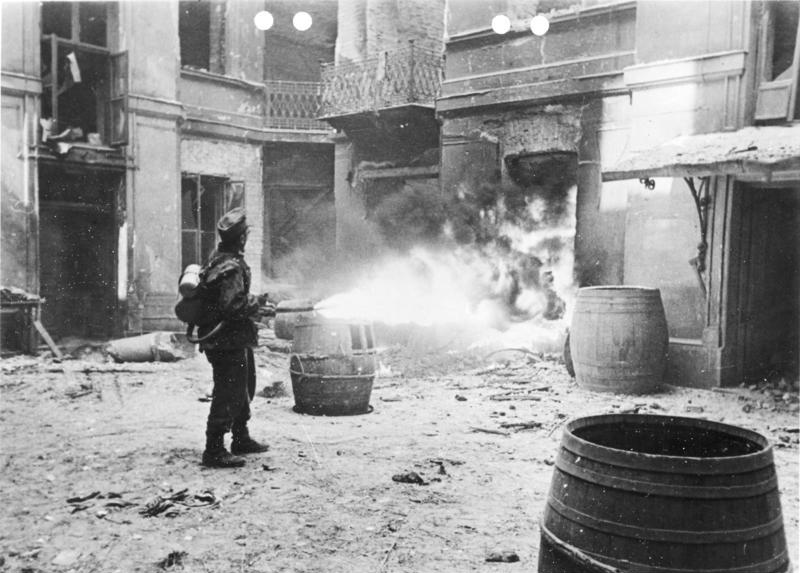
Niszczenie budynków miotaczami ognia przez oddziały niemieckie

Niemieckie postanowienie zniszczenia stolicy zostało powzięte już przed wybuchem powstania warszawskiego – zgodnie z rozkazem Hitlera z 27 lipca 1944 Warszawa była przeznaczona do zniszczenia – Niemcy zamierzali uczynić z miasta umocniony rejon tzw. Festung Warschau, zatem zniszczenie Warszawy nie wiązało się tylko z wybuchem w niej walk. Nie została natomiast zniszczona Praga, uszkodzona w ścisłym związku z działaniami wojennymi, gdyż Niemcy zamierzali wykorzystać Wisłę jako naturalną przeszkodę frontową i umocnić lewobrzeżną część miasta. Ze wszystkich większych miast polskich zostało zupełnie i w sposób zorganizowany zniszczone tylko to miasto, w którym wybuchło powstanie – gdyż decyzję o „zrównaniu Warszawy z ziemią” podjął Adolf Hitler w akcie zemsty, zbiegało się to poniekąd z wcześniejszymi założeniami niemieckimi realizowanymi zgodnie z tzw. Planem Pabsta i obozem koncentracyjnym KL Warschau, przeznaczonym dla Polaków i Żydów, które nie występowały w stosunku do innych miast polskich w takim zakresie. Warszawę zatem Niemcy i tak planowali zniszczyć, wybuch powstania dostarczył jedynie pretekstu do zniszczenia stolicy.

## Straty
Dokładne liczby strat wojska powstańczego i ludności Warszawy nie są znane, można je określić tylko w wielkim przybliżeniu. Największe straty poniosła ludność cywilna, gdyż oddziały niemieckie planowo mordowały całe dzielnice np. na warszawskiej Woli wymordowano w ten sposób ponad 65 tys. bezbronnych ludzi (rzeź Woli), nie znajdujących się na terenie walk powstańczych, a na terenie Ochoty ok. 10 tys. osób (pacyfikacja Ochoty). Do masowych mordów, zwłaszcza w pierwszych dniach sierpnia 1944 r., dochodziło ponadto w Śródmieściu, gdzie mogło zginąć nawet do 10 tys. osób (egzekucje w „dzielnicy policyjnej” oraz egzekucje w rejonie pl. Teatralnego), jak również na Mokotowie (pacyfikacja Mokotowa) i Starym Mieście.
Bliskość obustronnych stanowisk bojowych, ciągłe ataki niemieckie z użyciem lotnictwa i dział dużego kalibru sprawiały ponadto, że niemieckie ciężkie środki ogniowe raziły nie tylko walczących powstańców, ale także w bezbronną ludność. Po wojnie przyjmowano najczęściej że ogólne straty poległych w powstaniu warszawskim wyniosły około 200 tysięcy ludzi, współcześnie dokonano rewizji tych ustaleń oceniając ofiary cywilne powstania na 120-150 tys. ludzi, choć niejednokrotnie przyjmuje się także liczby w zakresie 150-180 tys. W tej liczbie mieści się również najbardziej wartościowa i aktywna młodzież stolicy, która stanowiła czoło polskiego ruchu oporu. Zginęło także wielu przedstawicieli polskiego życia kulturalnego, jak np. poeci Krzysztof Kamil Baczyński, Tadeusz Gajcy, Juliusz Krzyżewski i Krystyna Krahelska, aktorzy Franciszek Brodniewicz, Maria Przybyłko-Potocka, Mariusz Maszyński i Józef Orwid, malarze Karol Kryński i Wiktor Mazurowski oraz pisarze Juliusz Kaden-Bandrowski, Wanda Miłaszewska, Stanisław Miłaszewski czy Antoni Wysocki (w wyniku choroby miesiąc po kapitulacji zmarła także pisarka Maria Rodziewiczówna), a także naukowcy, pedagodzy, studenci i uczniowie (zobacz hasło Polegli w powstaniu warszawskim po stronie polskiej). Większość ofiar zostało pochowanych w zbiorowych mogiłach na Cmentarzu Powstańców Warszawy na warszawskiej Woli oraz na Cmentarzu Powązkowskim.
Ocenia się, iż w trakcie oraz po zakończeniu powstania Niemcy wypędzili z domów od 500 do 550 tysięcy mieszkańców Warszawy oraz około 100 tysięcy osób z miejscowości podwarszawskich. Około 90 tys. Polaków skierowano na roboty przymusowe w głąb Rzeszy, 60 tys. zesłano do obozów koncentracyjnych, a około 100 tys. zwolniono względnie wyprowadzono z obozów przejściowych pod różnymi pretekstami. Resztę, to jest 300– 350 tys. ludzi, rozwieziono po całym Generalnym Gubernatorstwie (najwięcej do zachodniej części dystryktu warszawskiego, następnie radomskiego i krakowskiego) pozostawiając ich tam bez jakichkolwiek środków do życia.
Ściślejsze są dane dotyczące strat materialnych. W powstaniu Warszawa została zniszczona stosunkowo w niewielkim stopniu – zostało zniszczonych 25% do 28% majątku nieruchomego miasta. Jednak niektóre rejony zniszczono w większym stopniu, zostało zniszczone Stare Miasto, a w bardzo dużych rozmiarach Powiśle oraz Śródmieście. 12 października 1944 Heinrich Himmler skonkretyzował zamiary całkowitego zniszczenia miasta (rozkaz Hitlera o zniszczeniu Warszawy został wydany tuż po wybuchu powstania warszawskiego), w wyniku którego do 16 stycznia 1945 zniszczono 30% majątku nieruchomego miasta :
„to miasto ma całkowicie zniknąć z powierzchni ziemi i służyć jedynie jako punkt przeładunkowy dla transportu Wehrmachtu. Nie powinien pozostać kamień na kamieniu. Wszystkie budynki należy zburzyć aż do fundamentów. Pozostaną tylko urządzenia techniczne i budynki kolei żelaznej”

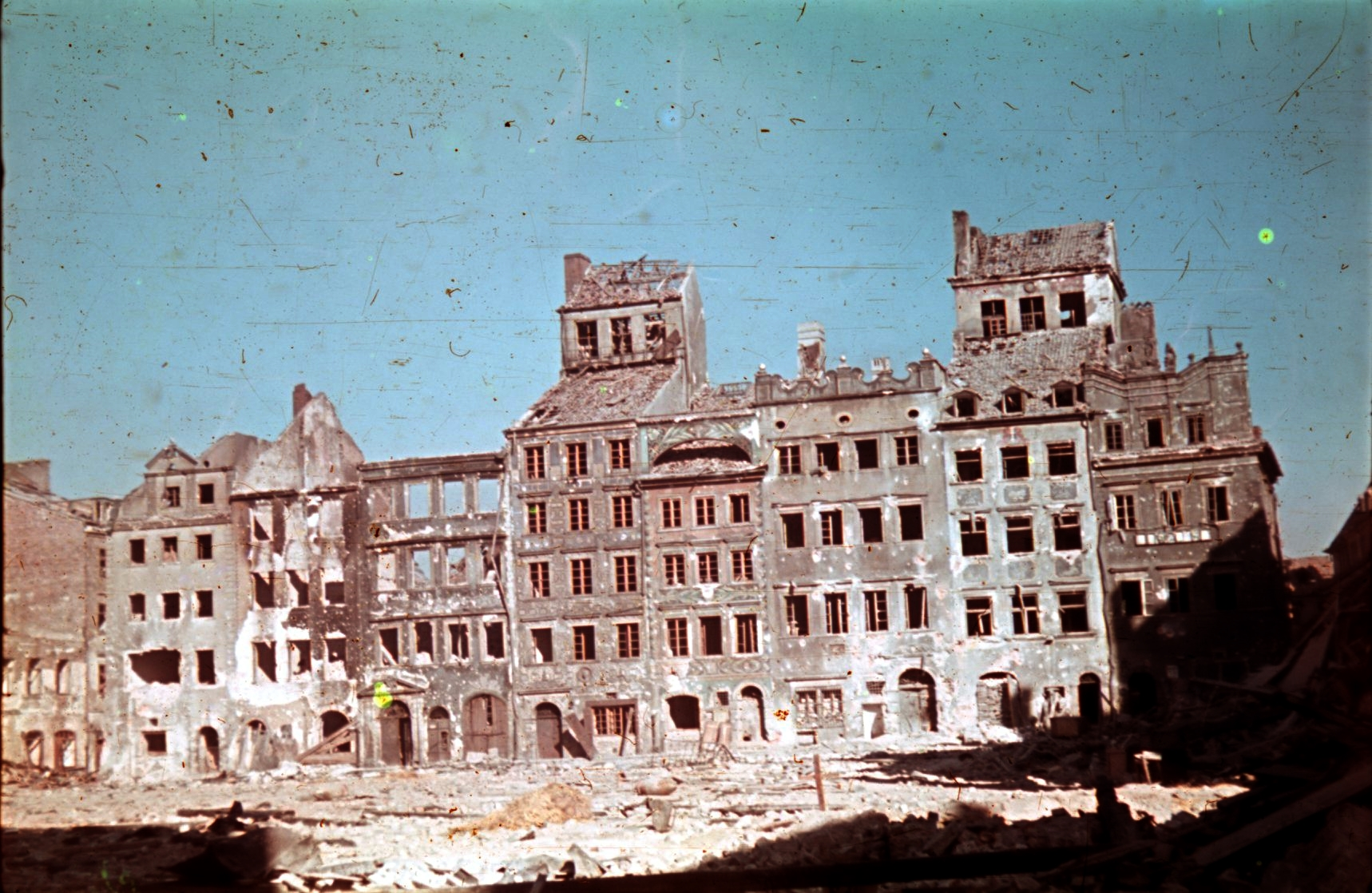
Rynek Staromiejski w Warszawie podczas powstania warszawskiego

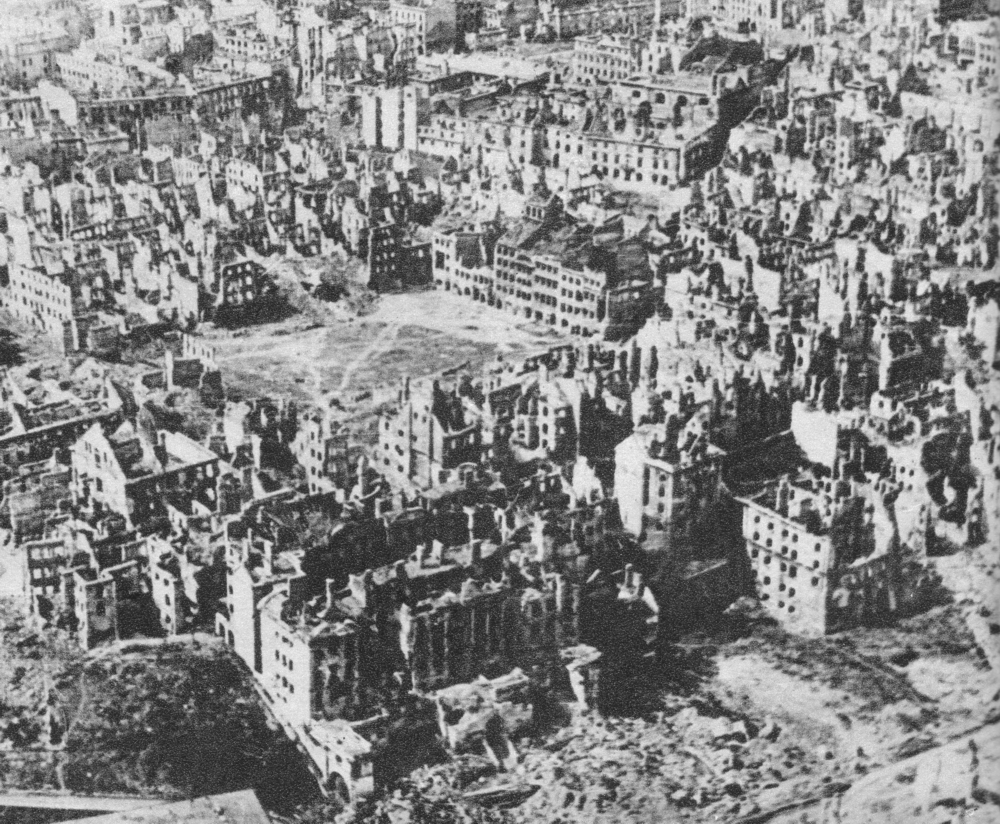
Stolica Polski Warszawa w styczniu 1945 – w większości zniszczona na skutek celowych działań okupanta niemieckiego

Planowych zniszczeń substancji miejskiej stolicy dokonywały od 3 października 1944 do 16 stycznia 1945 niemieckie brygady specjalne: Vernichtungskommando i Verbrenungskommando które burzyły dom po domu, grabiąc wszystko co nadawało się do wywiezienia do Niemiec, łącznie z przewodami telefonicznymi i torami kolejowymi. Ogółem, Niemcy wywieźli z Warszawy 45 tysięcy wagonów kolejowych oraz kilka tysięcy ciężarówek pełnych zagrabionego mienia prywatnego i państwowego. Na tym tle pomiędzy nazistowskimi dygnitarzami dochodziło później do poważnych kłótni dotyczących podziału wywożonych dóbr.
Szacunki powojenne zniszczeń Warszawy po 17 stycznia 1945, będące wynikiem zarówno walk w samym powstaniu jak i celowych zniszczeń dokonywanych przez niemieckie brygady specjalne od 3 października 1944 do 16 stycznia 1945, wyniosły: 42% lub 45% budynków, 72% zabudowy mieszkaniowej (zdecydowana większość na lewobrzeżnej części Warszawy), 90% zabudowy przemysłowej, 90% obiektów zabytkowych, 50% elektrowni, 30% wodociągów itd., zniszczeniu uległa głównie zabudowa lewobrzeżnej części Warszawy. Zburzono 25 świątyń, spalona została Politechnika Warszawska oraz większość budynków Uniwersytetu Warszawskiego, dnia 27 listopada 1944 wysadzono w powietrze Zamek Królewski w Warszawie, zniszczono szkoły, biblioteki i dzieła sztuki.
Po klęsce III Rzeszy i zakończonej wojnie, polski architekt i autor powojennej koncepcji odbudowy Starego Miasta w Warszawie, profesor Jan Zachwatowicz, skomentował niemieckie barbarzyństwo w stosunku do stolicy Polski w następujący sposób:
„zniszczenie Warszawy przez Niemców nasuwa daleko idące spostrzeżenia. Wśród ruin i zgliszcz wyróżniamy zupełnie łatwo, że najbardziej gruntownym zniszczeniom uległy urządzenia techniczne, przemysłowe [...] w tej samej kategorii również obiekty zabytkowe: zamki, pałace, kościoły, pomniki. Czym tłumaczyć to szczególne natężenie niszczycielskiej pasji niemieckich zbrodniarzy w stosunku do sędziwych zabytków. Odpowiedź znajdziemy w haśle przez nich samych głoszonych. Naród żyje tak długo, jak długo żyją jego dzieła kultury. To jest bez wątpienia uzasadnienie niszczycielskiej pasji. Zniszczenie Warszawy to jedna z prób zniszczenia narodu Polskiego”
Masowe ekshumacje zarówno żołnierzy Powstania jak i ofiar wśród ludności cywilnej, między innymi w obawie przed wybuchem epidemii, rozpoczęły się już wczesną wiosną 1945 r. i trwały do 1948 roku. Bezcenną pomocą w identyfikacji ofiar okazała się powszechna praktyka wkładania danych identyfikacyjnych do butelki, którą następnie umieszczano pod pachą zmarłego. Formalnie kwestią tą zajmował się Referat Ekshumacyjny przy Zarządzie Miasta, a praktycznie głównie ochotniczki PCK.

## Pozytywne wartości powstania
Powstanie warszawskie przeszło do historii jako przykład walki patriotycznego polskiego społeczeństwa, podkreślano odwagę biorących udział w walkach żołnierzy, których nie powstrzymały bezwzględność i okrucieństwo oddziałów niemieckich. Postawa ta jest przedstawiana niejednokrotnie jako przykład ofiarności, uporu i bohaterstwa w walce o wolność jako wartości wyższej niż życie ludzkie i korzyści materialne.
W czasie powstania doszło do chwilowego współdziałania większości organizacji podziemnych zakonspirowanych w Warszawie, z których wiele nie mogło dojść do porozumienia wcześniej, będąc w ciągłym sporze politycznym. Mimo różnych celów politycznych, walka z okupacyjnymi siłami niemieckimi stała się priorytetem. Brak pomocy wojskowej ZSRR spowodował stopniowe wycofywanie poparcia przez ugrupowania komunistyczne, w szczególności PPR – jej oddziały zbrojne, Armia Ludowa, wycofały się w większości z udziału w walkach już 28 sierpnia, pozostawiając część sił w ilości ok. 40 ludzi. Udało się jednak uzyskać przez pewien czas wspólnotę celów w postaci walki z Niemcami.